# Morse kužel

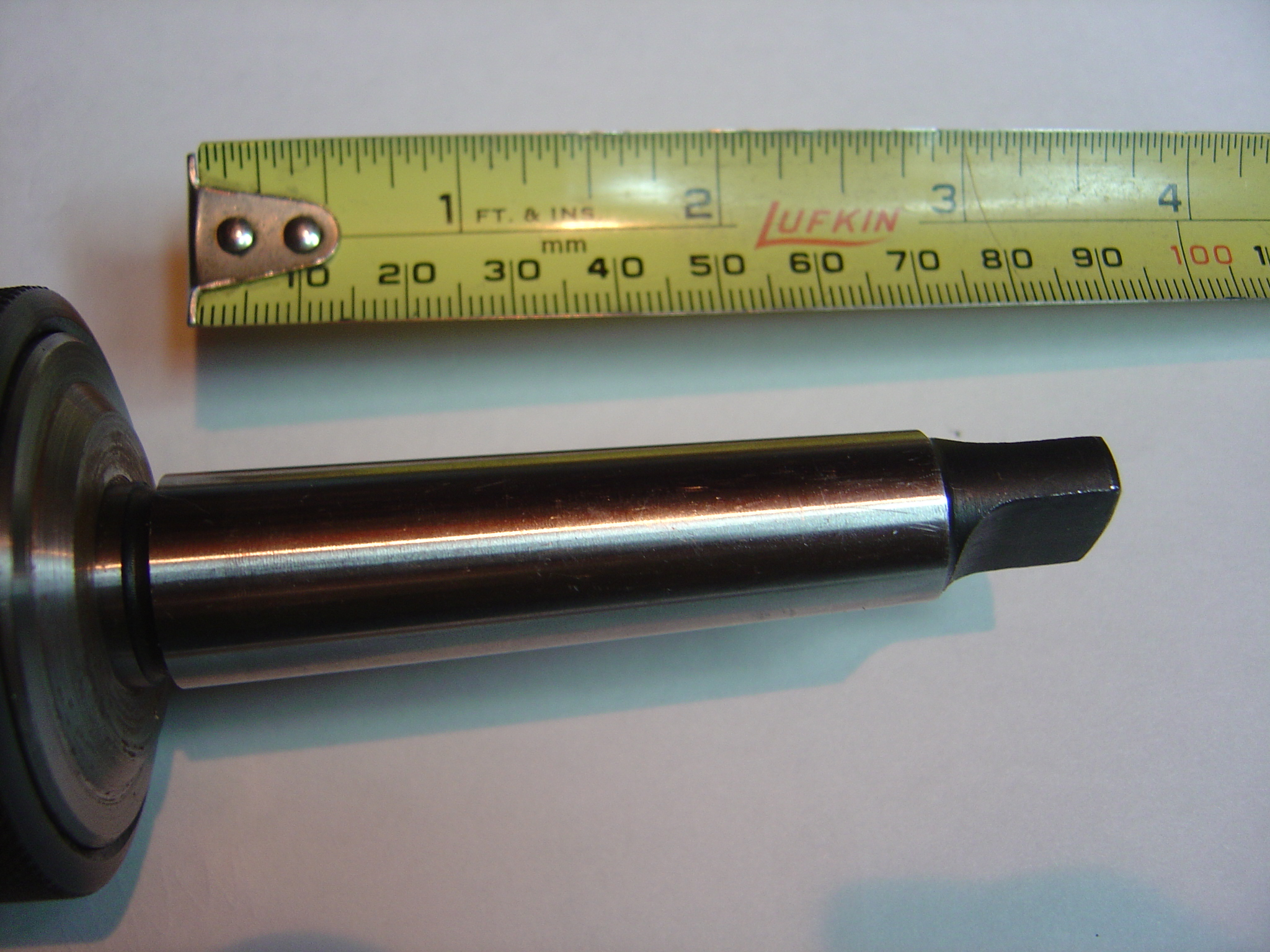
Morse kužel 2 na sklíčidle vrtačky

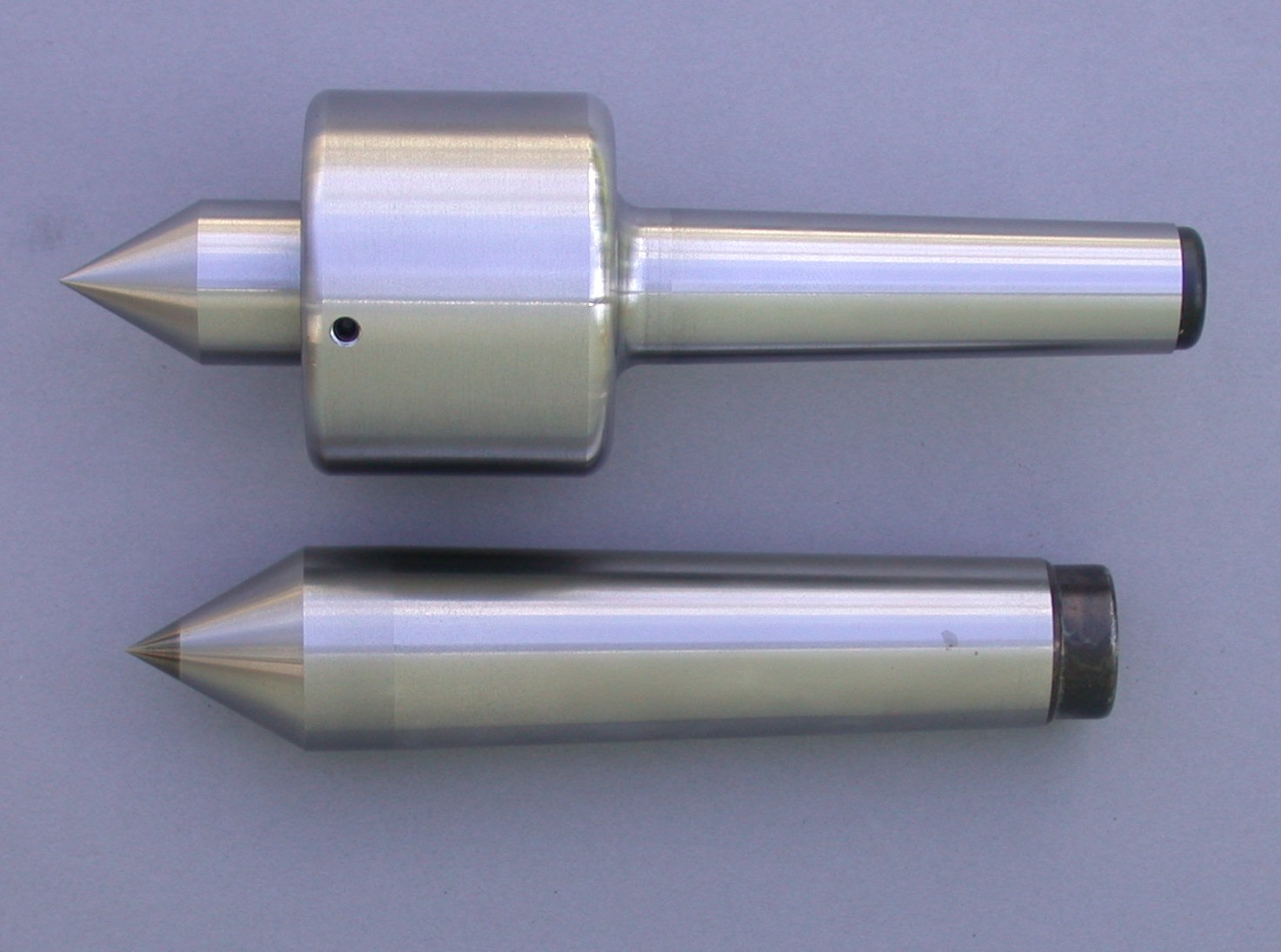
Soustružnické hroty s kuželem

Morse kužel (anglicky Morse taper) je normovaný způsob upínání nástroje s kuželem v točivém obráběcím stroji.
Vynalezl jej Stephen A. Morse, narozený v roce 1864 v USA.

Užívá se pro přesné upnutí nástrojů jako jsou větší vrtáky (v ručních či stolních vrtačkách nebo v soustruzích), výstružníky či frézy. Spočívá ve vložení kuželového zakončení nástroje do stejně tvarovaného otvoru ve vřeteni stroje; nástroj pak drží třením. Plochý unašeč na konci kužele zapadne do příčného otvoru ve vřeteni a jednak brání pootočení nástroje při velkém zatížení, jednak slouží k uvolnění nástroje pomocí klínu vloženého do otvoru vřetene. Morse kužel je samosvorný, upnutý nástroj se proto nedá sundat tahem, ale pouze poklepáním na jeho druhý konec.
Výhodami kuželového upínání jsou snadná vyměnitelnost nástroje a to, že uchycený nástroj je neustále udržován v ose otáčení, čímž je umožněna přesnější práce než u nástrojů uchycených v univerzálních sklíčidlech s čelistmi, která jsou připevněna pomocí závitu.

## Tabulka rozměrů

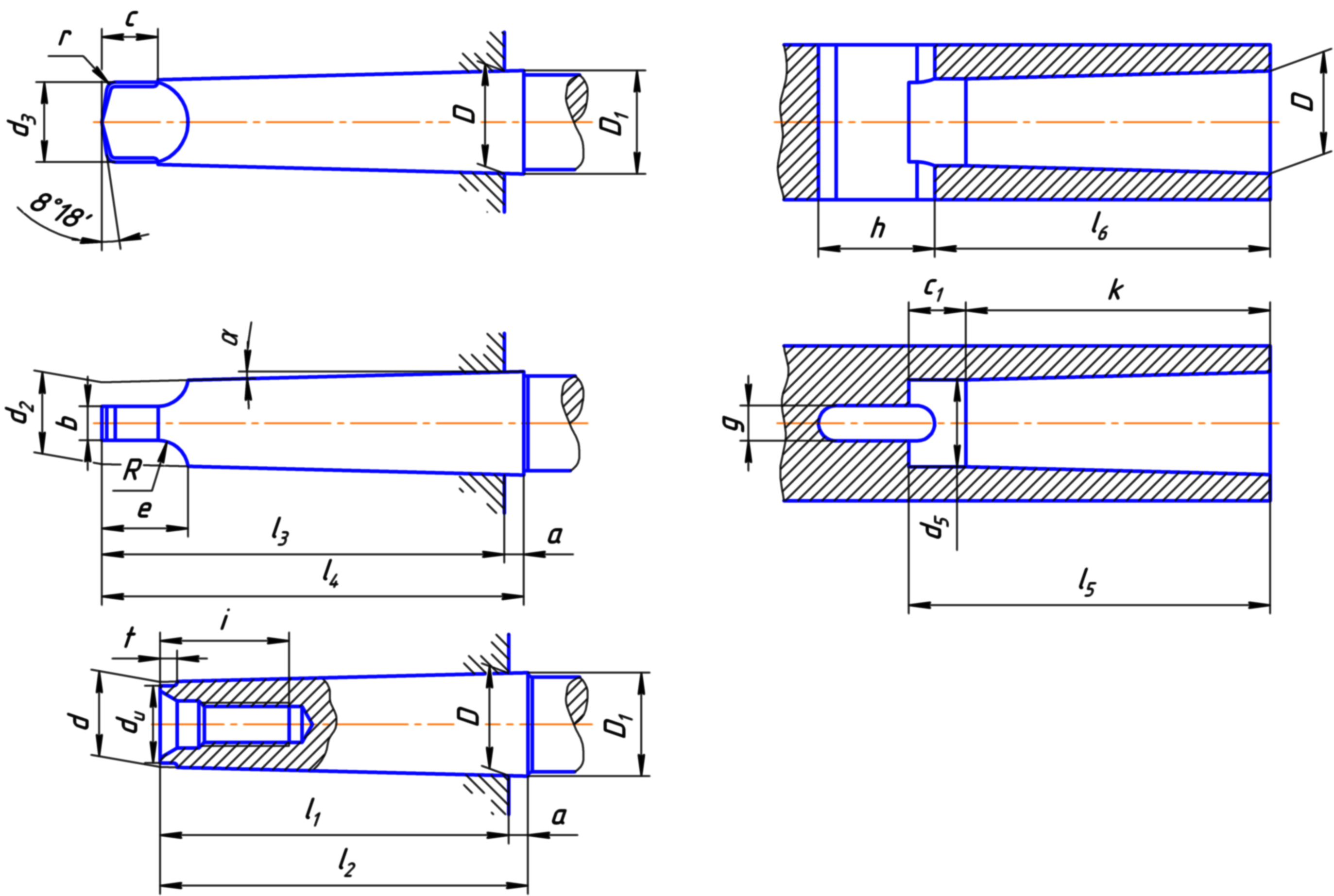
Řez nástrojem (vlevo) a vřetenem (vpravo

Existuje více normovaných velikostí, přičemž určujícím rozměrem je průměr v nejširším místě kuželu daného nástroje mm:
| Díl          | Rozměr | Mk 0    | Mk 1     | Mk 2    | Mk 3     | Mk 4     | Mk 5     | Mk 6    |
| ------------ | ------ | ------- | -------- | ------- | -------- | -------- | -------- | ------- |
| Stopka       | D1     | 9,212   | 12,24    | 17,981  | 24,052   | 31,544   | 44,732   | 63,726  |
| Stopka       | d      | 6,401   | 9,371    | 14,534  | 19,76    | 25,909   | 37,47    | 53,752  |
| Stopka       | d2     | 6,115   | 8,972    | 14,06   | 19,133   | 25,156   | 36,549   | 52,422  |
| Otvor        | D      | 9,045   | 12,065   | 17,781  | 23,826   | 31,269   | 44,401   | 63,35   |
| Otvor        | d5     | 6,7     | 9,7      | 14,9    | 20,2     | 26,5     | 38,2     | 54,8    |
| Kuželovitost |        | 1:19,21 | 1:20,047 | 1:20,02 | 1:19,922 | 1:19,254 | 1:19,002 | 1:19,18 |

- Kuželovitost uvádí změnu průměru o 1 mm na určité délce

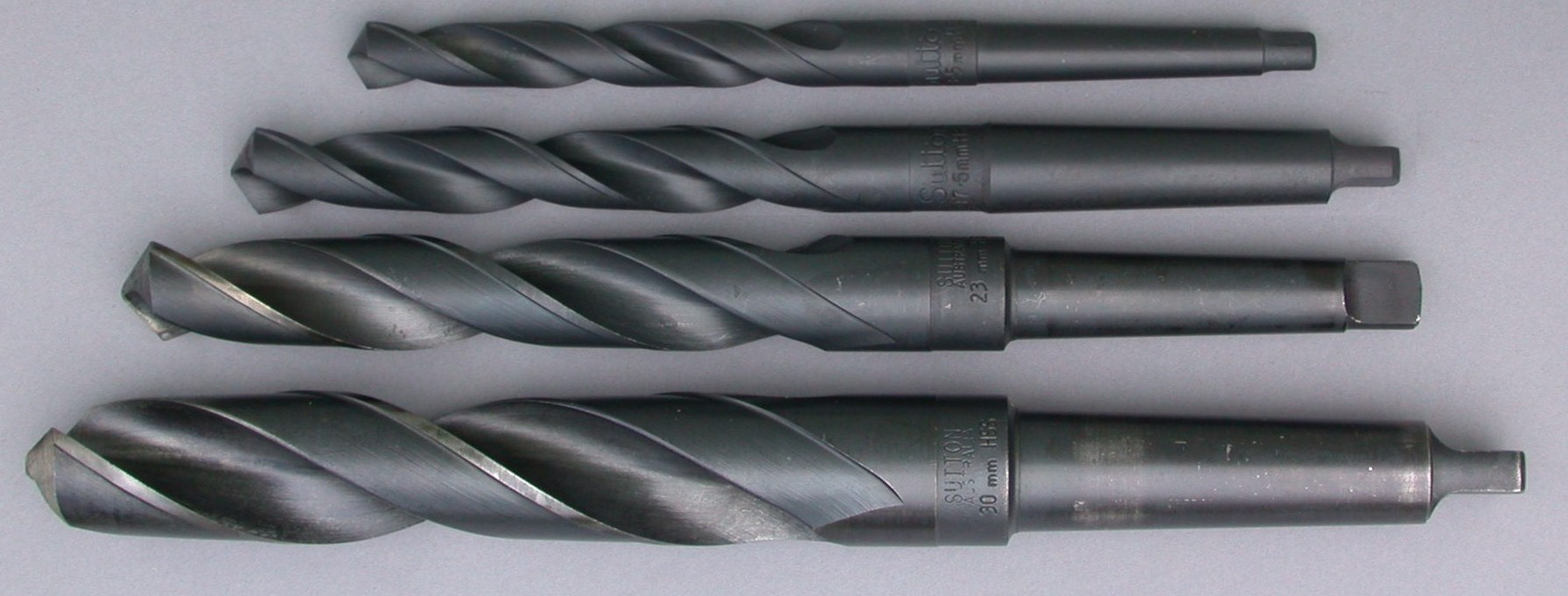
Vrtáky MK1,MK2,MK3,MK4
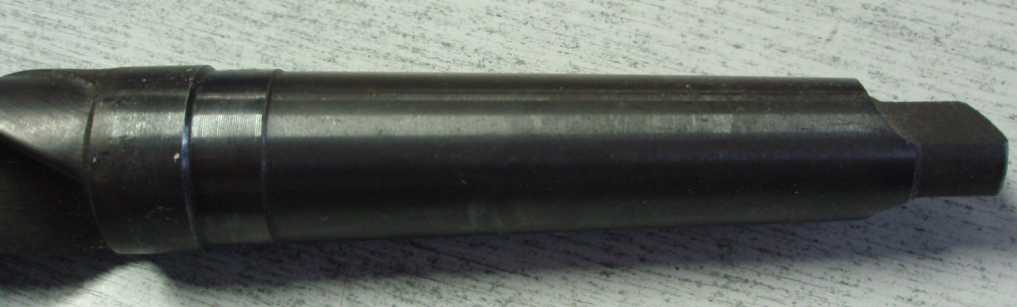

V anglofonních zemích je označován jako Morse taper

## ISO kužel
Někdy se lze setkat s nástroji, jež mají rovněž normovaný ISO kužel (také metrický kužel). Ten není tvarově shodný, ale má stejné vlastnosti vůči nástroji, jejž také udržuje v ose otáčení vřetene stejně jako kužel morse.